# Národní divadlo v Miskolci
Národní divadlo v Miskolci je pobočka maďarského národního divadla, která sídlí v Miskolci, městě na severovýchodě Maďarska. Budova divadla, která stojí v centru města, vznikla v klasicistním stylu. Postavena byla v letech 1847 až 1857 a kromě klasických divadelních představení hostí např. i operní festival Bartók Plus. Miskolcké národní divadlo je také členem Evropské unie divadel.
První divadlo v Miskolci bylo postaveno v letech 1819 až 1823, další potom vyhořelo v roce 1843. Současná budova byla dána do užívání v roce 1847. Vyprojektoval ji architekt József Cassano, nicméně stavební práce zpomalil nedostatek peněz a také události roku 1848. Dokončena byla v souvislosti s chystanou návštěvou císaře Františka Josefa I., ten se ale slavnostního otevření nakonec neúčastnil. Didvadlo bylo slavnostně otevřeno hrou Marót bán od Mihály Vörösmartyho. Obnoveno bylo v 80. letech 19. století a v 90. letech století dvacátého. Tehdy bylo také upraveno tak, aby umožňovalo současné možnosti typické pro divadlo. Zahrnuje i muzeum divadelnictví Miskolce.